# Riproduzione

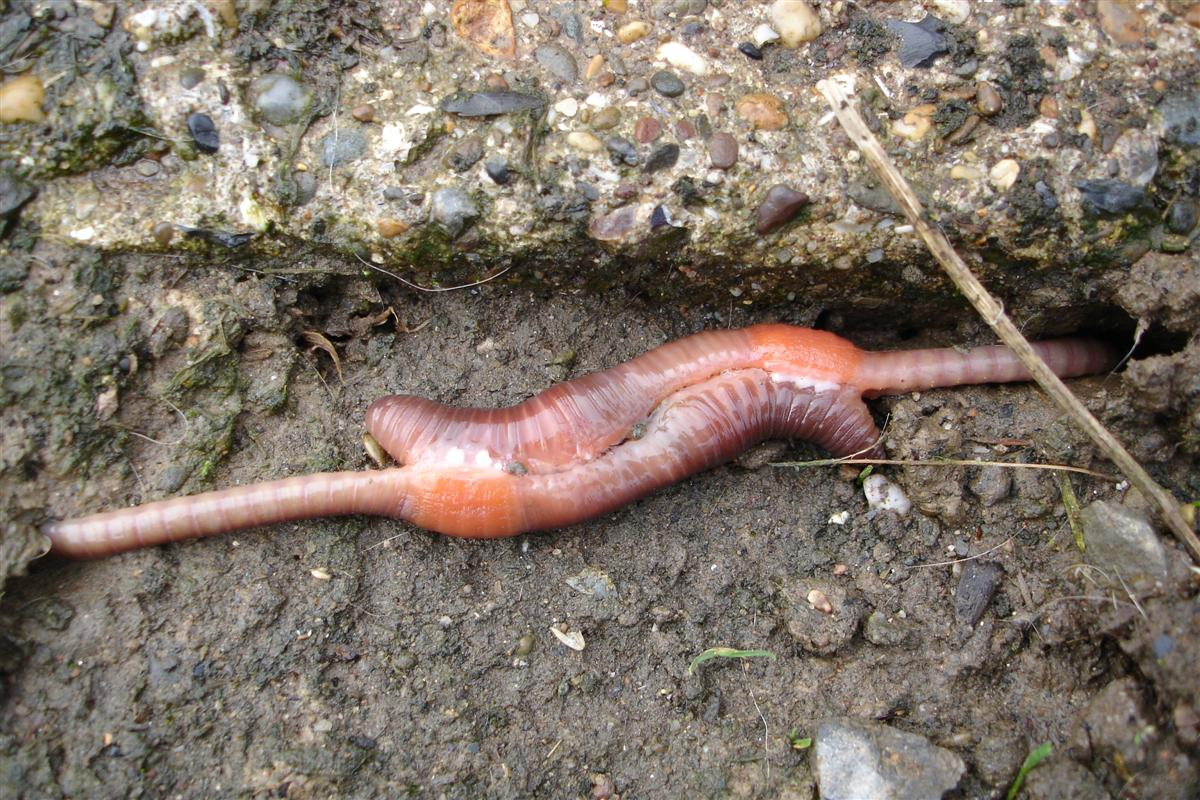
Lombrichi in accoppiamento

La riproduzione (o procreazione), in biologia, è il processo attraverso il quale organismi viventi (chiamati genitori) generano altri individui della stessa specie (chiamati discendenti). È il punto cruciale dell'esistenza di un individuo perché permette la trasmissione delle informazioni genetiche da una generazione a quella successiva.

## Basi

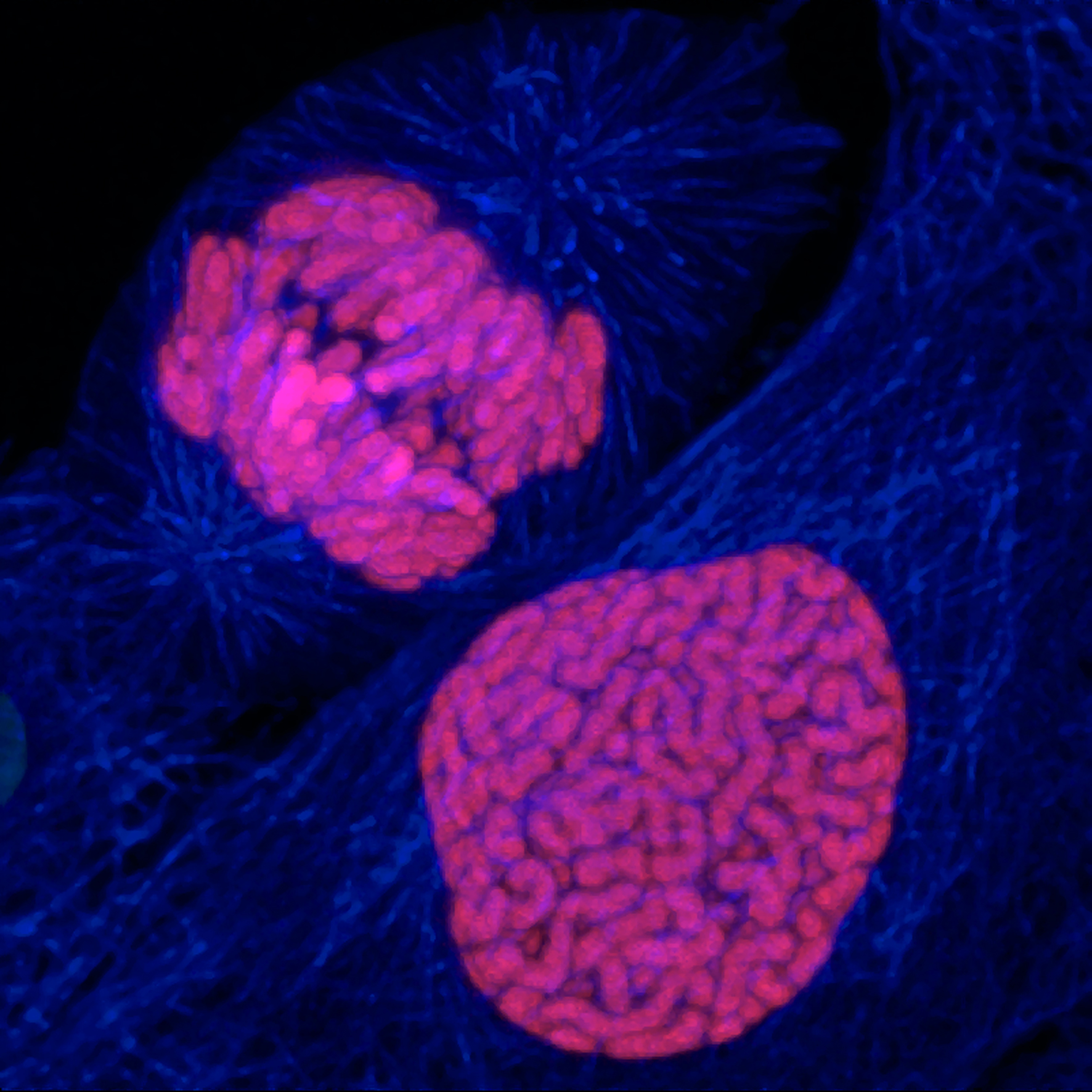
Cellule in mitosi

Per poter comprendere la riproduzione, bisogna conoscere prima la differenza fra il fenomeno della mitosi e della meiosi: la cariocinesi è la divisione del nucleo durante la mitosi. A seguito della cariocinesi, avviene di solito la citocinesi, ovvero la scissione vera e propria della cellula nel suo complesso.
Per quanto riguarda la meiosi, molto più complessa, bisogna prima definire i concetti di aploidia e di diploidia; le cellule aploidi hanno un solo set di cromosomi, mentre le cellule diploidi, ne hanno due coppie, uguali fra loro. Quindi la meiosi avviene con la scissione, della cellula madre, in quattro cellule figlie, dette gameti o meiospore (a seconda del loro destino), che si ritroveranno ognuna con il patrimonio genetico diviso a metà (passaggio da diploidia ad aploidia). Il gamete, si fonderà con un altro gamete, tramite cariogamia (da aploide a diploide), e quindi per fecondazione, riprodurrà l'organismo completo. La meiospora, si accrescerà, senza fondersi con altre cellule aploidi, dando anch'essa origine ad un organismo completo. Per quanto riguarda il primo processo, esso è alla base della riproduzione di quasi tutti gli organismi unicellulari, mentre la meiosi è alla base della riproduzione per molti organismi pluricellulari. Negli organismi pluricellulari, inoltre, la mitosi è fondamentalmente il meccanismo con cui si svolge l'accrescimento del singolo individuo, quindi non è una forma di riproduzione.
Sulla base di questi elementi quindi, si riconoscono due forme di riproduzione: una presuppone la mitosi e viene detta riproduzione asessuata, l'altra presuppone l'alternanza fra meiosi e fecondazione e viene detta riproduzione sessuata. In generale abbiamo l'olocarpia se l'intero corpo partecipa al processo riproduttivo (organismi unicellulari), e l'eucarpia se è solo una parte del corpo a parteciparvi (frammenti di organismo e organi genitali).

## Classificazione

### Riproduzione asessuata
La riproduzione asessuata (o asessuale, o agametica, o vegetativa, o agamica, o più semplicemente agamia) si ha quando un organismo, uni o pluricellulare genera copie identiche di se stesso. È tipica di batteri, piante e animali inferiori. Alla base di tale riproduzione vi è l'assenza di fenomeni sessuali (come suggerisce il nome) e di ricombinazione genetica: le cellule che danno origine ai nuovi organismi si sono infatti originate esclusivamente per divisione mitotica, con il mantenimento invariato del corredo cromosomico (aploide o diploide) e senza alcun scambio di geni fra cromosomi omologhi.

### Riproduzione sessuata

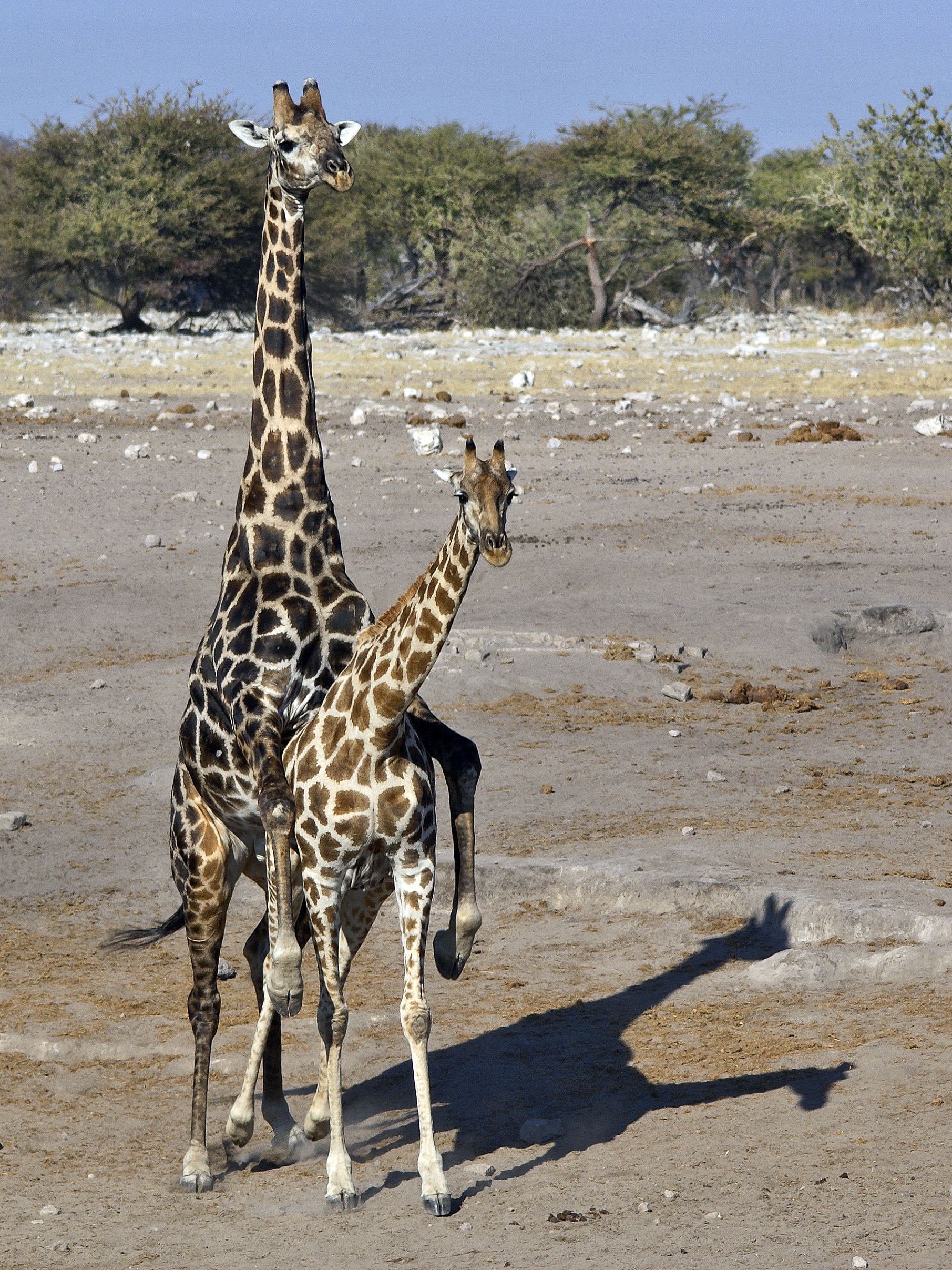
Accoppiamento fra giraffe

La riproduzione sessuata (o sessuale, o gametica, o anfigonica, o gamica, o più semplicemente gamia, o anfigonia) consiste nella generazione di un nuovo individuo il cui nucleo (almeno quello della prima cellula, nel caso di organismi pluricellulari) deriva dalla fusione di due nuclei diversi, provenienti, di norma, da due individui diversi; il genoma dell'individuo figlio è quindi diverso da quello di entrambi i nuclei genitori. È tipica degli organismi pluricellulari più complessi come piante (es. Tracheofite) e animali (es. Artropodi, Cordati). Mentre nella riproduzione asessuata la variabilità genetica è affidata solo alle mutazioni, qui abbiamo anche il fattore di variabilità dovuto alla ricombinazione dei patrimoni genetici fra due individui e il crossing over della meiosi.

## Riproduzione e dinamica di popolazione
Benché le due modalità siano molto diverse, la riproduzione sessuale e asessuale producono in genere un numero di discendenti maggiore del numero dei genitori, compensando così l'incapacità dei singoli individui di sopravvivere alle sfide con l'ambiente. All'interno di un ciclo biologico che presuppone la successione di più generazioni, possono però verificarsi eventi riproduttivi (che in genere corrispondono ad una riproduzione sessuale) in cui il numero di discendenti è inferiore a quello dei genitori. Eventi di questo tipo si riscontrano, ad esempio, negli Afidi, nei quali la moltiplicazione è affidata alla riproduzione per partenogenesi, mentre con l'accoppiamento di due individui di differente sesso (anfigonici) si verifica un atto fecondativo che porta alla formazione di un uovo. In questi casi la riproduzione ha lo scopo di permettere la sopravvivenza della specie ad una condizione ambientale sfavorevole oppure di sfruttare la variabilità genetica, derivata dalla ricombinazione genica associata alla sessualità, all'interno di una popolazione in cui la moltiplicazione è fondamentalmente basata sulla riproduzione asessuale.
In un ecosistema in equilibrio l'entità della popolazione di una determinata specie si mantiene costante, tuttavia in alcune specie si possono verificare fluttuazioni della popolazione nel breve o nel medio periodo, dovute essenzialmente al tipo di strategia adottata nella dinamica di popolazione:

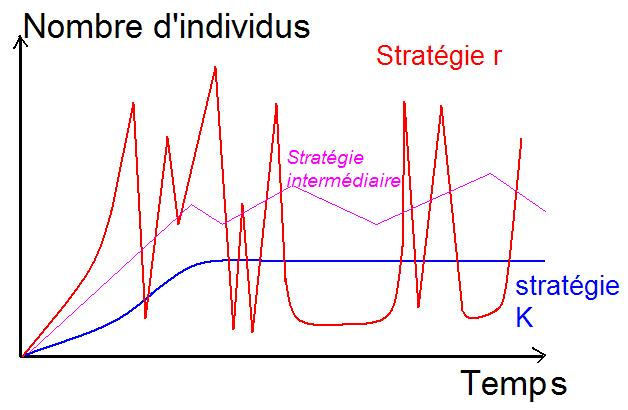
Curve di crescita demografica.

- le specie con riproduzione basata sulla strategia r (potenziale biotico) alternano fasi di crescita esponenziale ad altre di crollo della popolazione determinato dalla resistenza dell'ambiente (incremento della popolazione degli antagonisti, competizione alimentare intraspecifica, incremento delle malattie, ecc.);
- le specie con riproduzione basata sulla strategia K (capacità portante del sistema) hanno dinamiche più stabili anche nel breve periodo in quanto il numero di discendenti, al netto della mortalità, si mantiene sostanzialmente invariato di generazione in generazione.

Nella strategia r, propria delle piante, dei microrganismi, dei funghi, della maggior parte degli animali (soprattutto fra gli invertebrati), l'energia è investita nel produrre un elevato numero di gameti e zigoti; dall'impatto con l'ambiente si avrà un'elevata mortalità, ma il numero di discendenti che sopravvivono e giungono alla maturità sessuale è così alto, in termini assoluti, da permettere anche temporanee fasi di crescita esponenziale.
Nella strategia K, propria della maggior parte degli uccelli e dei mammiferi, l'energia è investita nello sviluppo e nella sopravvivenza del singolo individuo: in queste specie sia il tasso di riproduzione sia il tasso di mortalità sono relativamente bassi e la popolazione mostra una sostanziale stabilità in equilibrio con l'ecosistema.